# Орден Золотой шпоры
Орден Золотой шпоры (лат. Ordo Militia Aurata, итал. Ordine dello Speron d'oro o Milizia Aurata) — папский рыцарский орден, состоит из одной степени. 
В наградной иерархии Святого Престола занимает вторую позицию после Верховного ордена Христа.

## История
Орден Золотой шпоры ранее имел название Ордена Золотой милиции (лат. Ordo Militia Aurata).
Папа Римский производил награждение в соответствии с принципом motu proprio (по собственной инициативе) за заслуги перед католической церковью и Святым Престолом. Критерием для награждения претендента служил его значительный вклад в дело распространения католической веры или иные деяния во славу Церкви.
Награждённый орденом вместе с рыцарским достоинством обретал потомственное дворянство.
В 1841 году орден Золотой шпоры и вновь учреждённый Орден Святого Сильвестра были объединены папой Григорием XVI в единый институт. Орден получил наименование орден Святого Сильвестра и Золотой милиции. Знаки объединённого ордена носили элементы как знаков ордена Золотой Шпоры, так и Святого Сильвестера. В 1905 году было восстановлено раздельное существование орденов.
Папа Пий X в ознаменование золотого юбилея догматического определения Непорочного зачатия Девы Марии (7 февраля 1905 года) поместил орден Золотой шпоры под патронаж Девы Марии.
Последним жившим рыцарем ордена Золотой Шпоры являлся Жан, великий герцог Люксембурга. После его смерти 23 апреля 2019 года, орден стал «спящим».

## Знак ордена
Первоначально знак ордена представлял собой золотой мальтийский крест белой эмали с золотыми углами между лучей креста. Между двумя нижними лучами креста размещена маленькая шпора.
После объединения с орденом Святого Сильвестра в центре креста расположили медальон с изображением Святого Сильвестра.
После орденской реформы 1905 года знак ордена представляет собой золотой мальтийский крест, в центре которого помещён небольшой медальон белой эмали с изображением монограммы «М» под королевской короной, символизирующий Деву Марию. С обратной стороны знака на медальон помещена дата римскими цифрами «MDCCCCV», а по кругу — надпись «Pius X Restituit». Между двумя нижними лучами креста размещена маленькая шпора.
Знак размещается на шёлковой муаровой ленте красного цвета с белыми полосками по краям.
Звезда ордена представляет собой изображение знака ордена, размещённого на восьмилучевой серебряной звезде.

## Иллюстрации

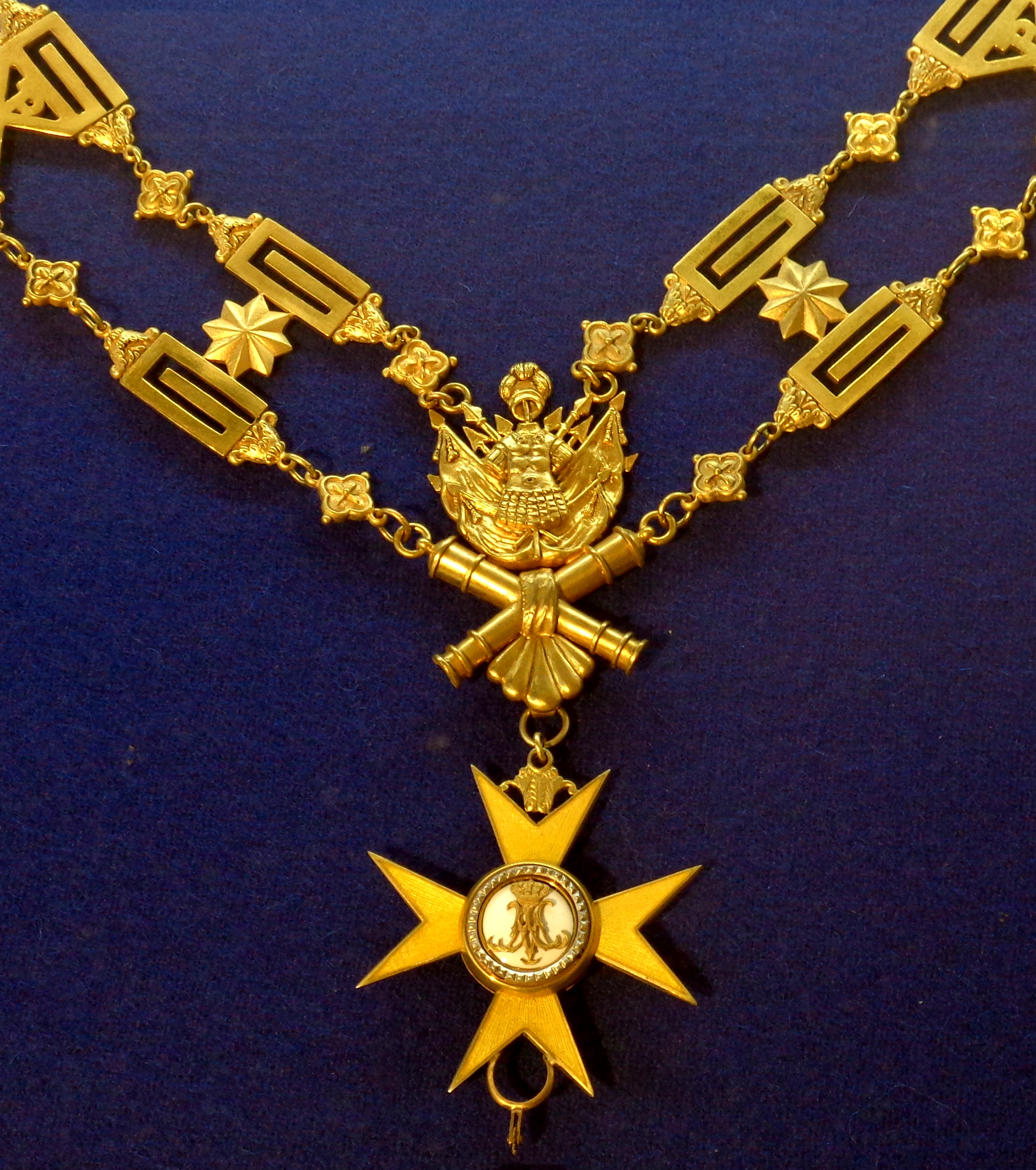
Знак ордена на цепи, XX век
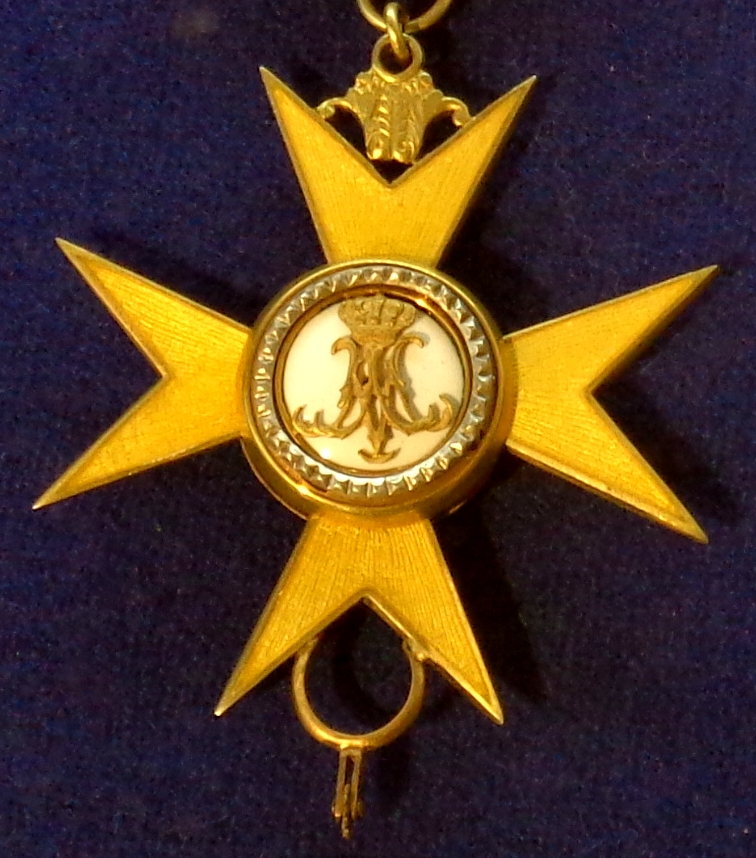
Знак ордена, XX век
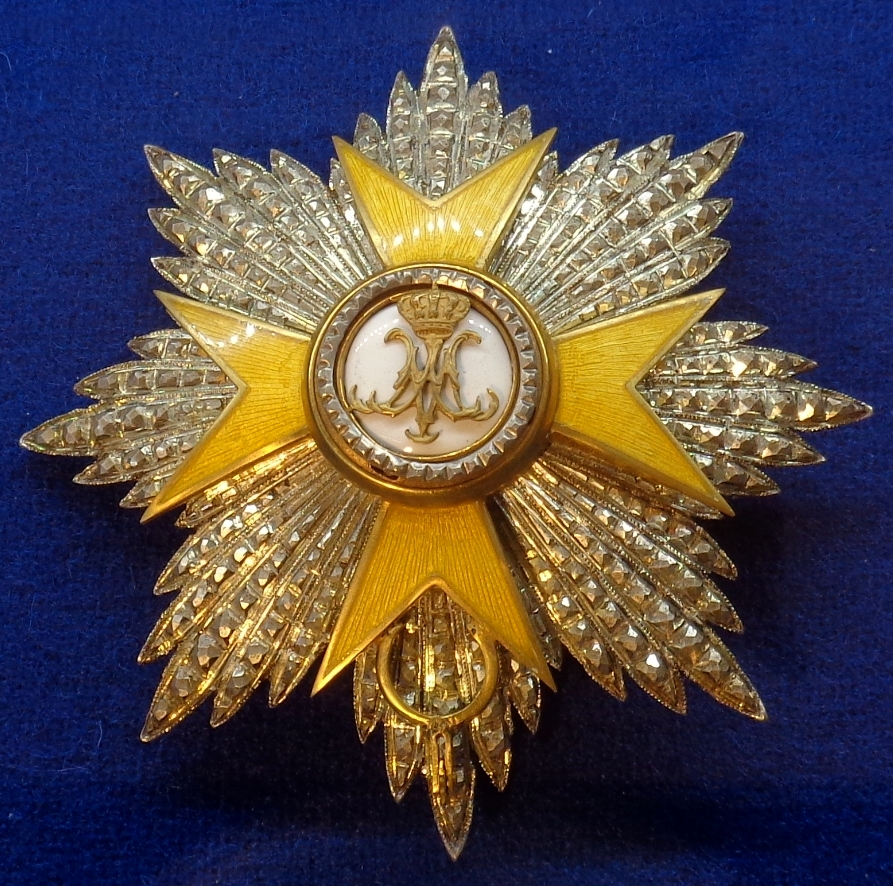
Звезда ордена, XX век

## Орденское одеяние
Орденское одеяние представляет собой красную тунику с двумя рядами позолоченных пуговиц, чёрного бархатного воротника и манжет, расшитых золотом узором; чёрные брюки с золотыми лампасами. Золотые эполеты несут на себе изображение знака ордена. Продолговатая шляпа папских цветов. А также меч в чёрных ножнах, рукоятка которого формирует позолоченный крест, на золотом поясе с красными краями.

## Орден в геральдике
Рыцарь ордена имеет право изобразить знак ордена на цепи на своём личном гербе вокруг щита.